# Стапелия
Стапе́лия (лат. Stapelia) — род суккулентных растений из семейства Кутровые (Apocynaceae). Входит в трибу Стапеливые (Stapelieae). 
Представители рода встречаются, главным образом, в полуаридных областях Южной и Юго-Западной Африки.

## Характеристика
Растения, относящиеся к этому роду, — многолетние низкорослые суккуленты, достигающие высоты 10—60 см. Стебли многочисленные, сочные, четырёхгранные, ветвящиеся у основания. По граням расположены большие, торчащие, неколющиеся зубцы. Цвет стеблей зелёный или сизо-зелёный, иногда с красновато-фиолетовым оттенком (он проявляется, прежде всего, при чрезмерном солнечном освещении). Боковые побеги стелющиеся. Листья у растений этого рода отсутствуют. Поскольку форма стеблей стапелий близка к некоторым кактусам, то их часто ошибочно называют кактусами.
Цветки одиночные или парные, сидят на отогнутых книзу цветоножках, отходящих от основания молодых побегов. Размер цветка варьирует для разных видов от 5 мм до 30 см. Венчик цветка ширококолокольчатый или в форме пятилучевой звезды. В центре венчика расположена коронка — выпуклый, несколько возвышающийся над лепестками круг, образованный сросшимися частями цветка. Цветки очень эстетичны, но издают неприятный гнилостный запах, напоминающий запах испорченного мяса, чем привлекают мух — единственных насекомых-опылителей, в изобилии встречающихся в местах произрастания стапелий.
Стапелии распространены в комнатной культуре. Требуют яркого освещения, однако при содержании на южном подоконнике в солнечное лето могут получить ожоги и нуждаются в небольшом притенении. Полив летом умеренный, осенью и зимой после цветения лучше не поливать, или поливать изредка. Зимой их содержат при температуре 10—14 °C. Размножаются черенками побегов: после отделения побега от основного стебля его необходимо подсушить, затем сразу посадить в почвенную смесь. К составу почвы нетребовательны.  В целом растения неприхотливы и хорошо подходят для начинающих цветоводов.

## Размножение
Червивая стапелия в Южной Африке не только омерзительно пахнет, но вдобавок к этому приманивает мух коричневыми морщинистыми волосистыми лепестками своих цветков, очень похожих на разлагающуюся шкуру дохлого животного. А также в довершение обмана растение выделяет тепло, как при химическом процессе гниения. Общий результат настолько убедителен, что мухи не только переносят пыльцу из цветка на цветок, но и в остальном поступают с ней как с настоящей падалью: откладывают на неё яйца.

## Виды

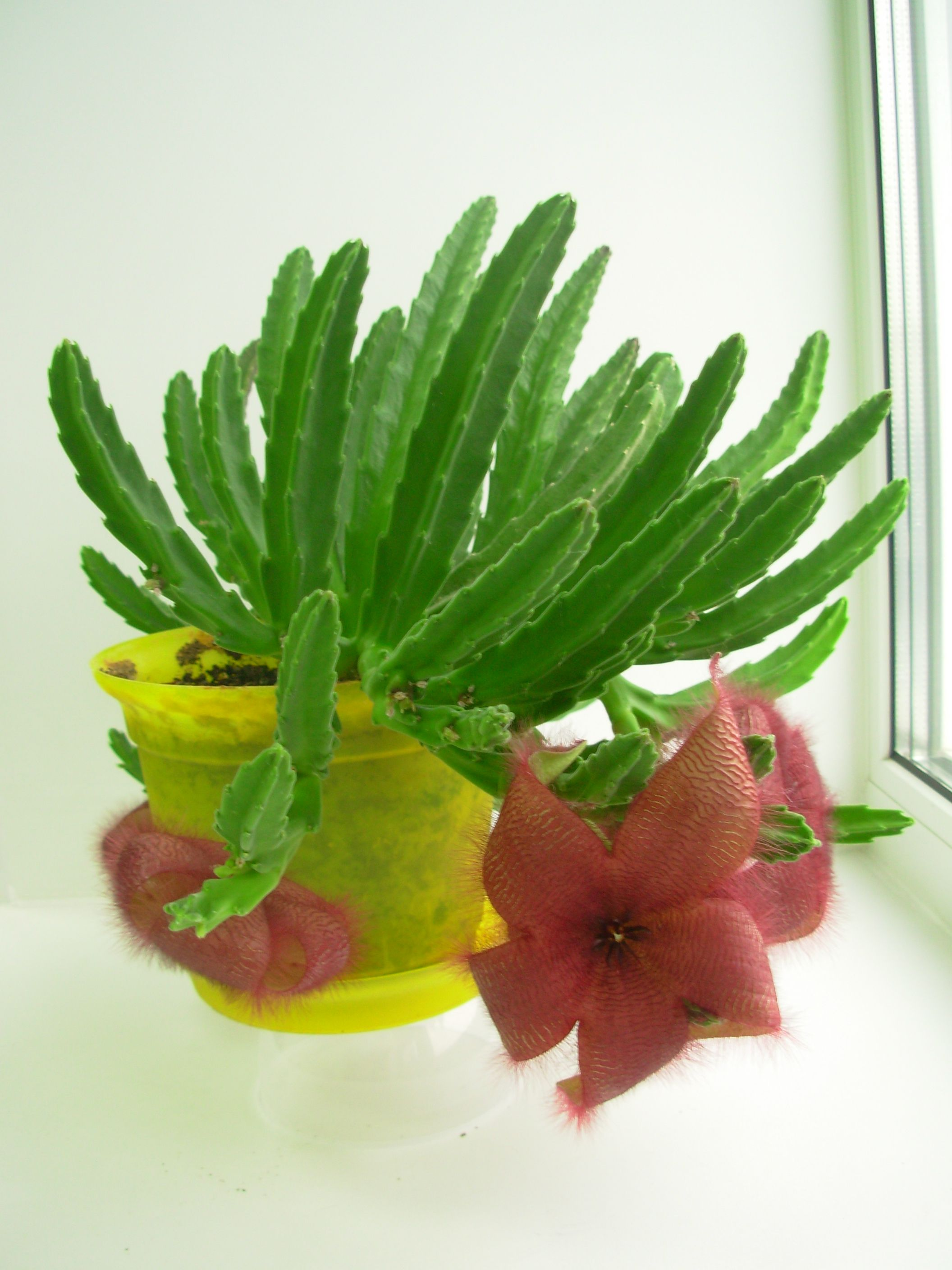
Stapelia gettleffii

По информации базы данных The Plant List, род включает 56 видов:
- Stapelia acuminata Masson
- Stapelia arenosa C.A.Lückh.
- Stapelia arnotii N.E.Br.
- Stapelia asterias Masson
- Stapelia barklyi N.E.Br.
- Stapelia baylisii L.C.Leach
- Stapelia cedrimontana Frandsen
- Stapelia clavicorona Verd.
- Stapelia concinna Masson
- Stapelia congestiflora Delile
- Stapelia deflexa hort. ex Haw.
- Stapelia divaricata Masson
- Stapelia divergens N.E.Br.
- Stapelia engleriana Schltr.
- Stapelia erectiflora N.E.Br.
- Stapelia fasciculata Thunb.
- Stapelia flavicomata Haw.
- Stapelia flavopurpurea Marloth
- Stapelia gariepensis Pillans
- Stapelia gettliffei Pott-Leend.
- Stapelia gigantea N.E.Br.
- Stapelia glabricaulis N.E.Br.
- Stapelia glanduliflora Masson
- Stapelia grandiflora Masson
- Stapelia hirsuta L.typus
- Stapelia immelmaniae Pillans
- Stapelia incomparabilis N.E.Br.
- Stapelia kougabergensis L.C.Leach
- Stapelia kwebensis N.E.Br.
- Stapelia leendertziae N.E.Br.
- Stapelia longipedicellata L.C.Leach
- Stapelia maccabeana A.C.White & B.Sloane
- Stapelia miscella N.E.Br.
- Stapelia mutabilis Jacq.
- Stapelia nobilis N.E.Br. ex Hook.f.
- Stapelia obducta L.C.Leach
- Stapelia olivacea N.E.Br.
- Stapelia paniculata Willd.
- Stapelia parvula Kers
- Stapelia pearsonii N.E.Br.
- Stapelia peglerae N.E.Br.
- Stapelia pillansii N.E.Br.
- Stapelia plantii MacKen ex N.E.Brown
- Stapelia reflexa Haw.
- Stapelia remota R.A.Dyer
- Stapelia rubiginosa Nel
- Stapelia rufa Masson
- Stapelia schinzii Berger & Schltr.
- Stapelia scitula L.C.Leach
- Stapelia similis N.E.Br.
- Stapelia surrecta N.E.Br.
- Stapelia tsomoensis N.E.Br.
- Stapelia uncinata Jacq.
- Stapelia unicornis C.A.Lückh.
- Stapelia vetula Masson
- Stapelia villetiae C.A.Lückh.